# Mark O’Hara
Mark O’Hara (* 12. Dezember 1995 in Barrhead) ist ein schottischer Fußballspieler, der beim FC St. Mirren unter Vertrag steht.

## Karriere

### Verein
Mark O’Hara wurde im Dezember 1995 in Barrhead etwa elf Kilometer nordöstlich von Glasgow geboren. Seine Karriere begann er 40 Kilometer südwestlich der schottischen Metropole beim FC Kilmarnock. Für die Killies gab er im August 2012 in der 2. Runde des Ligapokals gegen den FC Stenhousemuir sein Profidebüt. Er war dabei mit seinen 16 Jahren einer der fünf jüngsten eingesetzten Spieler des Vereins und der zweitjüngste in diesem Wettbewerb. Am 27. Oktober 2012 debütierte O’Hara in der Startelf erstmals in der ersten schottischen Liga bei einem 2:0-Sieg über Celtic Glasgow im Paradise. Es war für den FC Kilmarnock der erste Auswärtssieg bei Celtic seit 1955. Bei den Killies kam der junge O’Hara trotz seines Alters in den folgenden Jahren regelmäßig zum Einsatz. In der Saison 2015/16 erkämpfte er sich einen Stammplatz und kam bis zum Saisonende in 29 Ligapartien zum Einsatz. Nach insgesamt 78 Ligaspielen und 88 Pflichtspielen verließ er den Verein im Juni 2016. Er wechselte innerhalb von Schottland zum Ligakonkurrenten FC Dundee. An den ersten drei Spieltagen der Saison 2016/17 konnte der Innenverteidiger gegen die Glasgow Rangers und Hamilton Academical jeweils einen Treffer erzielen.
Im Jahr 2018 wechselte er zum englischen Drittligisten Peterborough United. Dieser verlieh ihn im ersten Halbjahr 2019 an Lincoln City. Für die Saison 2019/20 folgte eine Leihe zum schottischen Erstligisten FC Motherwell. Nach Ablauf der Leihe verpflichtete ihn Motherwell daraufhin im Sommer 2020 fest.
2022 schloss sich O’Hara Ligakonkurrent FC St. Mirren an.

### Nationalmannschaft
Mark O’Hara spielte im Jahr 2013 neunmal in der schottischen U-19-Nationalmannschaft. Zwei Jahre später absolvierte er ein Spiel in der U-21 gegen Ungarn in Tatabánya.